# Terry Dunfield
Terrence „Terry“ Dunfield (* 20. Februar 1982 in Vancouver, British Columbia) ist ein ehemaliger kanadischer Fußballspieler und heutiger -trainer.

## Werdegang

### Verein
Dunfield begann mit dem Fußballspielen in seiner Heimatstadt Vancouver beim Point Grey Soccer Club. 1996 kam er nach Europa in die Nachwuchsakademie von Manchester City. Nach vier Jahren erhielt er 2000 dort seinen ersten Profivertrag und gab sein Profi-Debüt am 38. Spieltag der Saison 2000/01 im Heimspiel gegen den FC Chelsea, als er zur 32. Minute für Jeff Whitley eingewechselt wurde. Nachdem Manchester City nach der Saison absteigen musste, kam Dunfield in der folgenden Saison zu keinem weiteren Einsatz für den Verein. Im Sommer 2002 verließ er Manchester und wechselte zum FC Bury, wo er in den nächsten fünf Jahren 74 Ligaspiele bestritt. Dabei gelangen ihm fünf Tore. 2007 wechselte Dunfield zu Macclesfield Town, wo er in zwei Jahren in 61 Spielen zweimal traf. In der Saison 2009/10 spielte er für Shrewsbury Town. Im Sommer 2010 ging Dunfield zurück nach Kanada und wechselte zu den Vancouver Whitecaps. 2011 wechselte nach zwei Jahren zum Toronto FC. In der Saison wurde er vereinsintern als Most Valuable Player (MVP) ausgezeichnet. Nachdem sein nach zwei Saisons ausgelaufener Vertrag nicht verlängert worden war und Dunfield vorerst keinen Verein gefunden hatte, blieb er bis Februar 2014 vereinslos, bevor er ab 21. Februar für Oldham Athletic in England spielte. Bereits zum Saisonende verließ er den Verein wieder und spielte ab Oktober 2014 für den schottischen Verein Ross County. Erneut vereinslos ab Sommer 2015 ging Dunfield zurück nach Kanada und spielte in der Saison 2016 der Canadian Soccer League für den Toronto Atomic FC.

### Nationalmannschaft
Dunfield stand ab 2000 mehrfach im Kader der kanadischen U20-Nationalmannschaft. Von 2002 bis 2003 spielte er anschließend zweimal für die U23, bevor er am 30. Mai 2010 gegen Bolivien sein Debüt in der A-Nationalmannschaft gab. Bis 2013 spielte er 15 Spiele für Kanada. Sein einziges Länderspieltor gelang ihm dabei am 1. Juni 2011 gegen Ecuador.

### Trainer
Nach dem Ende seiner aktiven Laufbahn absolvierte Dunfield eine Trainerausbildung. Nach Abschluss seiner UEFA-B-Trainerlizenz übernahm er die U14 des Toronto FC.

## Erfolge
- Canadian Championship: 2012